# Sutham Aswanit
Sutham Aswanit (taj. สุธรรม อัศวานิชย์; ur. 23 marca 1932) – tajski strzelec specjalizujący się w strzelaniu z pistoletu dowolnego z odl. 50 metrów, olimpijczyk. 
Trzykrotnie brał udział w letnich igrzyskach olimpijskich (IO 1968, IO 1972 i IO 1976). Najwyżej, bo na 37. miejscu, uplasował się na igrzyskach w Monachium (1972). W Meksyku (1968) zajął 44. pozycję, a na igrzyskach w Montrealu był na 41. miejscu.
Dwukrotnie zdobywał medale igrzysk azjatyckich. W 1970 roku zajął drugie miejsce z wynikiem 543 punktów, a w 1974 roku zdobył brązowy medal z dorobkiem 545 punktów. W 1971 roku zajął piąte miejsce na mistrzostwach Azji w Seulu (541 punktów).

## Wyniki olimpijskie
| Igrzyska | Konkurencja                 | Wynik                           | Miejsce    | Źródło |
| -------- | --------------------------- | ------------------------------- | ---------- | ------ |
| IO 1968  | Pistolet dowolny, 50 metrów | 533 punkty (90-91-88-86-90-88)  | 44 (na 69) | [ 2 ]  |
| IO 1972  | Pistolet dowolny, 50 metrów | 539 punktów (87-93-89-91-90-89) | 37 (na 59) | [ 3 ]  |
| IO 1976  | Pistolet dowolny, 50 metrów | 529 punktów (84-93-91-87-88-86) | 41 (na 47) | [ 4 ]  |